# Кадырова, Майра Шафкатовна
Майра Шафкатовна Кадырова (каз. Майра Шафкатқызы Қадырова; 17 ноября 1957, Алма-Ата, КазССР, СССР) — советская и казахская артистка балета и педагог, прима-балерина (1976—1997), педагог-репетитор (с 2015) театра «Астана балет». Заслуженная артистка Казахской ССР (1984).

## Биография
Родился 17 ноября 1957 года в Алма-Ате.
В 1976 году окончила Московское академическое хореографическое училище при Большом театре. Педагоги: И. Н. Дашкова (1-5 кл.), заслуженная артистка РСФСР Л. С. Литавкина (6-8 кл.).
В 1998 году окончила Казахский государственный женский педагогический институт по специальности «педагог-хореограф».
С 1976 по 1997 год — солистка, прима-балерина Государственного театра оперы и балета им. Абая.
С 1998 по 2015 год — педагог классического танца Алматинского хореографического училища.
С 2004 по 2006 год — преподаватель Казахской национальной академии искусств имени Т. Жургенова.
В 2007 году работала в Балетной школе «Artist Home Village» (Япония).
С 2007 по 2015 год — художественный руководитель Алматинского хореографического училища имени А. Селезнева.
С 2015 года по настоящее время — педагог-репетитор театра «Астана балет».

## Репертуар

### Казахский театр оперы и балета имени Абая
- Джульетта, «Ромео и Джульетта» Сергей Прокофьев
- Зарема, «Бахчисарайский фонтан» Б. Асафьева
- Китри, «Дон Кихот» Л. Минкуса
- Одетта—Одиллия, «Лебединое озеро» П. Чайковского
- Аврора, «Спящая красавица» П. Чайковского
- Маша, «Щелкунчик» П. Чайковского
- Эгина, «Спартак» А. Хачатуряна
- Жизель, «Жизель» А. Адан
- Сильфида, «Сильфида» Х. Левенсхольд
- Франческо, «Франческа да Римини»
- Раймонда, «Раймонда» Александра Глазунова
- Шамхат, «Фрески» Т. Мынбаев
- Каракоз, «Каракоз» Газиза Жубанова
- Синта, «Брат мой, Маугли» Алмас Серкебаев

## Награды и звания
- 1984 — Заслуженная артистка Казахской ССР — за большие заслуги в развитии казахского хореографического искусства.
- 2009 — Нагрудный знак МОН РК и звания «Почётный работник образования Республики Казахстан»
- 2015 — Медаль «Ветеран труда Казахстана» и др.
- 2021 (2 декабря) — Орден «Курмет»[1][2]